# Nezjednodušitelná složitost
Nezjednodušitelná složitost nebo též neredukovatelná komplexita je pojem, kterým zastánci kreacionismu a inteligentního designu označují složité biologické systémy, které se podle nich nemohly vyvinout evolucí z jednodušších. To podle nich znamená, že takovéto systémy musel vytvořit inteligentní tvůrce – Bůh.
Pojem zavedl a propagoval jako argument pro stvoření Michael Behe, ale různé formy podobných argumentů lze vystopovat i v dřívější historii.
Příklady orgánů, které podle Beheho a dalších zastánců argumentu nezjednodušitelné složitosti nemohly vzniknout vývojem jsou:
- Bičík u bakterií
- Oko